# 那仁诺尔
那仁诺尔，是位于中国内蒙古自治区呼伦贝尔市新巴尔虎左旗新宝力格苏木境内的一个内流盐湖，地处新宝力格苏木政府驻地西南约42千米，东南临 哈日干廷布日德。湖面海拔679米，面积1平方千米，平均水深0.2米。